# Rogier Vanhoorne
Rogier Vanhoorne (ou Roger Vanhoorne) né à Bruges le 3 février 1920 et mort à Bruxelles le 11 octobre 2015 est un micropaléontologue et paléobotaniste belge, professeur émérite à l'Université d'Anvers, professeur à la Vrije Universiteit Brussel et directeur de laboratoire à l'Institut royal des sciences naturelles de Belgique. Il a le grade de lieutenant-colonel d’artillerie de réserve.

## Biographie

### Parcours académique
Après avoir suivi des études humanités gréco-latines à l'école des cadets de Brustem. Roger Vanhoorne s'inscrit en 1940 à l'université de Gand. Il y obtient en 1944 sa licence en botanique,, l’agrégation de l'enseignement supérieur en botanique et zoologie et, en 1957, son doctorat en sciences botaniques.

### Carrière scientifique
Roger Vanhoorne commence sa carrière en 1944 en tant que collaborateur scientifique au département de paléobotanique du Musée Royal d'Histoire Naturelle à Bruxelles.
Il devient l'assistant de François Stockmans en 1947 à l'Institut royal des sciences naturelles de Belgique, y est nommé sous-directeur de laboratoire en 1957, pour ensuite devenir directeur de laboratoire de 1963 à 1966.
Il redevient collaborateur scientifique dans le département de micropaléontologie et paleobotanique de l'Institut royal des sciences naturelles de Belgique lorsqu'il est nommé professeur ordinaire à l'université d'Anvers, fonction qu'il assurera jusqu'à sa retraite prise en 1985. Il y assure la fonction de directeur du département de botanique générale, (titulaire de la chaire Algemene Plantkunde).
Il est aussi professeur ordinaire à l’Universitaire Instelling te Antwerpen (UIA) de 1973 à 1985 et professeur en paléobotanique, en palynologie et en datation par le carbone 14 à la Vrije Universiteit Brussel de 1977 à 1985, cours donnés dans le cadre du programme international post-graduat en géologie quaternaire fondamentale et appliquée.
En dehors des auditoires, ses activités concernent la recherche stratigraphique macro et microbotanique des dépôts de l'ère cénozoïque en Belgique et dans les pays limitrophes.

### Carrière militaire
Roger Vanhoorne est admis en 1939 à l'École royale militaire.
En 1940, il participe à la seconde Guerre mondiale. Il obtient le grade de sous-lieutenant dans l'armée active deux ans plus tard, celui de major dans l'armée de réserve en 1962 et finalement, en 1967 le grade de lieutenant-colonel d'artillerie dans l'armée de réserve,.

## Distinctions scientifiques
- Lauréat du prix scientifique Floralia of Ghent en 1950 et 1960 ;
- Lauréat du prix Baron van Ertborn décerné par l'Académie royale des sciences de Belgique en 1978[11] ;
- Membre du "Comité National des Sciences Quaternaires" de l'Académie royale des sciences de Belgique ;
- Membre du "Centro Superiore di Logica e Scienze Comparata" de Bologne.

## Décorations
- Commandeur de l'ordre de Léopold II (décision du 7 avril 1978, no 18597)[12];
- Officier de l'ordre de Léopold (décision du 27 mars 1969, no 12839)[13];
- Chevalier de l'ordre de Léopold (décision du 14 novembre, no 8578)[14];
- Officier de l'ordre de la Couronne (décision du 7 avril 1966, no 11066)[15];
- Chevalier de l'ordre de la Couronne (décision du 15 novembre 1956, no 5115)[16];
- Médaille du souvenir de la guerre 1940-45[17] ;
- Double Médaille civique de 1re classe (1966 & 1977)[18].

## Publications
- VANHOORNE R., Etude pollinique d'une tourbière à Heusden-Lez-Gand (Belgique), in Bulletin du Musée royal d'Histoire naturelle de Belgique, Tome XXI, no 18, pp. 1-11, pl. I-II, fig. 1-4, Bruxelles, 1945 ;
- VANHOORNE R. & STOCKMANS F. & VANDEN BERGHEN C., Het veenonderzoek in de streek van Lampernisse-Pervijze, in Natuurwetenschappelijk Tijdschrift, Jg. 31, pp. 154-160, fig. 1, Gent, 1948 ;
- VANHOORNE R., Découverte d'une plante arctique, Salix herbacen L., dans le quaternaire belge, in Bulletin de 'l'Institut royal des Sciences naturelles de Belgique, Tome XXV, no 44, pp. 1-5, fig. 1, Bruxelles, 1949 ;
- VANHOORNE R., Evolution d’une tourbière de plaine alluviale au Kruisschans (Anvers, Belgique), in Bulletin de 'l'Institut royal des Sciences naturelles de Belgique, Tome XXVII, no 20, pp. 1-20, pl. I-IV, fig. 1-7, Bruxelles, 1951 ;
- VANHOORNE R., Découverte d'une flore dans les sables limoneux pléistocènes en Flandre (Belgique), in Résumé des communications, IV congrès international INQUA (en), Rome-Pise, 1 p., 1953 ;
- VANHOORNE R., L'oscillation d'Alleröd en Belgique, in Volume jubilaire Victor Van Straelen, Tome I, pp. 141-147, pl. I, fig. 1, Bruxelles, 1954 ;
- VANHOORNE R. & STOCKMANS F., Etude botanique du gisement de tourbe de la région de Pervijze (plaine maritime belge), in Mémoire de l'Institut royal des Sciences naturelles de Belgique, no 130, pp. 1-144, pl. I-IV, fig. 1-9, 1 carte 1/20.000, Bruxelles, 1954 ;
- VANHOORNE R., Palynologisch onderzoek van grondmonsters van Aalter en van Temse, in Oudheidkundige Opgravingen en Vondsten in Oost-Vlaanderen, I, 1955, pp. 72-73 ;
- VANHOORNE R., Etude palynogique de la Fange aux Mochettes à Samrée (Belgique), in Bulletin de 'l'Institut royal des Sciences naturelles de Belgique, Tome XXXII, no 30, pp. 1-7, fig. 1-2, Bruxelles, 1956 ;
- VANHOORNE R., Découverte d'une flore dans les sables limoneux en Flandre (Belgique), in Actes IV congrès international Quaternaire, Rome-Pise, 1953, Tome L, pp. 458-459, Roma, 1956 ;
- VANHOORNE R., Les flores pléistocènes belges, in Résumés des Communications, V congrès international Inqua, pp. 189-190, Madrid-Barcelona, 1957 ;
- VANHOORNE R., Bijdrage tot de kennis der Pleistocene flora in Laag- en Midden-België, Proefschrift (Thèse de doctorat), pp. 1-156, pl. I-IV, 1 kaart, Brussel, 1957 ;
- VANHOORNE R., Quelques spectres palynogiques datant de l'époque gallo-romaine au Pays de Waes (Belgique), in Bulletin du Jardin Botanique de l'Etat, Bruxelles, Volume jubilaire W. Robyns, XXVII, 4, pp. 685-688, Bruxelles, 1957 ;
- VANHOORNE R., De pleistocene flore in Laag- en Midden-België, in Huishoud. Mededel. Kon. Vlaamse Ingenieursveren, Jg. 24, no 3, p. 36, Antwerpen, 1958 ;
- VANHOORNE R. & DE LAET J., HENQUIN J.A.E., SPITAELS P., Palynologisch onderzoek van grondmonsters van Aalter en van Temse, in Bijlage II bij Hoosdst. I en II van Oudheidkundige opgravinen en vonsten in Oostvlaanderen, Kultureel Jaarboek voor de provincie Oostvlaanderen 1955, Band II, pp. 1-130, pl. I-X, Gent, 1960 ;
- VANHOORNE R., De pleistocene flora val België, in Biologisch Jaarboek, Jg. 28, pp. 33-34, Antwerpen, 1960 ;
- VANHOORNE R., Evolutie van het landschap in België van het Plioceen af tot de Romeinse tijd, in Belg. nat. verenig. leraren Biologie, Jd. 7, no 2-3, pp. 26-29, Halle, 1961 ;
- VANHOORNE R., Evolution du paysage botanique depuis le Pliocène jusqu'à l'époque romaine, in Assoc. nat. prof. Biologie Belgique, Année 7, no 2-3, pp. 30-33, Halle, 1961 ;
- VANHOORNE R., La limite Plio-Pléistocène en Belgique, in Abstracts of papers Int. Ass. Quatern. Res., VI Congr. (suppl.), Poland, p. 56, 1961 ;
- VANHOORNE R., Palynologisch onderzoek van grondmonsters herkomstig uit Destelbergen, Oudheidkundige Opgravingen en Vondsten in de provincie Oost-Vlaanderen II, 1958-61, pp. 53-54 ;
- VANHOORNE R., De kimaatsevolutie in België gedurende her Kartair, in La Géographie-De Aardijkskunde Bull. Belg. Fed. Geografen, leraers mid., norm. en techn. onderwijs, Jg. 13, no 3, pp. 107-108, Gent, 1962 ;
- VANHOORNE R. & GREGUSS P., Etude paléobotanique des Argiles de la Campine à Saint-Léonard (Belgique), in Bulletin de l'Institut royal des Sciences naturelles de Belgique, Tome XXXVII, no 33, pp. 1-33, pl. I-XIII, fig. 1-3, Bruxelles, 1961 ;
- VANHOORNE R., Het interglaciale veen te Lo (België, in Natuurw. Tijdschr., Jg. 44, pp. 58-64, pl. IV, fig. 1, Gent, 1962 ;
- VANHOORNE R., Pollen analysis of fossil podsol soils in Belgium, in Abstracts int. Conference on Palynology, Tucson, Arizona, U.S.A., 1962 ;
- VANHOORNE R., Datation de podsols fossiles dans les sables éoliens de Belgiques, in Pédologie, XII, 2, pp. 154-158, Gent, 1962 ;
- VANHOORNE R., Pollen analysis of fossil podsolsoils in Belgium, in Pollen et Spores, IV, 2, pp. 386-387, Paris, 1962 ;
- VANHOORNE R., La superposition des Argiles de la Campine et des Sables de Mol, in Mémoire de la Société belge de Géologie, Paléographie et Hydrologie, Serie in 8°, no 6, pp. 83-95, Bruxelles, 1963 ;
- VANHOORNE R., Palynologisch onderzoek van het urnenveld to Grote-Brogel, in Een urnenveld te Grote-Brogel door H. Roosens, G. Beex en P. Bonenfant, Archaeologia Belgica, 67, pp. 284-286, Brussel, 1963 ;
- VANHOORNE R., Palynologisch onderzoek van het urnenveld to Grote-Brogel, in Een urnenveld te Grote-Brogel door H. Roosens, G. Beex en P. Bonenfant, Limburg, Jg. XLII, 1963 ;
- VANHOORNE R. & KRUTZSCH W., Boekbespreking van Atlas der mittel- und jungtertiëren dispersen Sporen, in Sowie der Mikroplanktonformen des nördlichen Mitteleuropas, L. I, pp. 1-108, pl. 1-46, Berlin, 1962 (Technisch Wetensch. Tijdschr., Jg. 32, no 8, p. 392, Antwerpen, 1963) ;
- VANHOORNE R., Le niveau d'Alleröd de Beerse (Campine belge), in Grana palynologica, Volume 4, 3, pp. 449-451, Uppsala, 1963 ;
- VANHOORNE R., La tourbe fin Eemien et début Würm du plateau d'Oevel (Belgique), in Bulletin de l'Institut royal des Sciences naturelles de Belgique, Tome XXXIX, no 14, fig. 1-2, pp. 1-7, Bruxelles, 1963 ;
- VANHOORNE R., Profielbeschrijving van de noordoostelijke berm van de oude zandgroeve te Huise-De Lozer, in Kultureel Jaarboek voor de provincie Oost-Vlaanderen, Band II, p. 21, Gent, 1963 ;
- VANHOORNE R., Onderzoek der zaden, gevonden op de bodem van een Romeinse waterput te Destelbergen, in Kultureel Jaarboek voor de provincie Oost-Vlaanderen, Band II, p. 69, Gent, 1963 ;
- VANHOORNE R. & GREGUSS P., L'âge des couches de sable situées entre les Argiles de la Campine et le Poederlien en Belgique, in Bulletin de l'Institut royal des Sciences naturelles de Belgique, Tome XL, no 3, pp. 1-6, pl. I-IV, Bruxelles, 1964 ;
- VANHOORNE R., De successie der botanische landschappen gedurende het Kwartair in het gebied rond Kalmthout, in Bulletin De Belgische Natuur- en Vogel reservaten, pp. 111-119, pl. I-II, fig. 1, Brussel, 1964 ;
- VANHOORNE R.,Palynologisch onderzoek van grafheuvels III en IV te Hamont, in Archaeologica Belgica, 81, pp. 27-28, 1964 ;
- VANHOORNE R., La limite Plio-Pléistocène en Belgique, in Report VI International Congress on Quaternary, Lodz, pp. 357-365, 1965 ;
- VANHOORNE R., Palynologisch onderzoek in de romeinse begraafplaats te Huise-De Lozer, Bijlage bij: De Laet S.J., Van Doorselaer A., Desittere M. & Thoen H. oudheidkundige opgravingen en vondsten in Oostvlaanderen, Kultureel Jaarboek voor de provincie Oostvlaanderen, (1967), II, pp. 98-100, 1965 ;
- R. PAEPE and R. VANHOORNE, The stratigraphy and palaeobotany of the late Pleistocene in Belgium, 1967.
- VANHOORNE R. & VERBRUGGEN C., Problèmes de subdivision du tardiglacaire dans la région sablonneuse du nord de la Flandre en Belgique, Pollen et Spores 17, pp. 525-543, 1975 ;
- VANHOORNE R., The superposition of Pliocene and Lower Pliocene sediments and its significance for the Plio-Pliocene boundary, in Abstract IGCP-246, International Symposium on Pacific Neogene - Continental and marine events, pp. 20-21, Nanjing, China, june 1988 ;
- VANHOORNE R., The onset and the development of the glaciations in the South-West part of South America compared to the Northern Hemisphere, in Abstracts VI International Congress of the Pacific Science Association ; The Pacific, bridge or barrier ?, Valparaiso-Vina del Mar, August 7-10, 1989, p. 229, 1989 ;
- VANHOORNE R., Salviniaceae from Belgian Cainozoic deposits, in Abstracts II European Paleobotanical Conference, Madrid, Septembre 1989, p. 28, 1989 ;
- VANHOORNE R., Some considerations about the Plio-Pleistocene Boundary, in Proceedings of International Symposium on Pacific Neogene Continental and Marine Events, IGCP-246, pp. 209-211, Nanjing, 1989 ;
- VANHOORNE R. & FERGUSON, D.K., A palaeoecological interpretation of an Eemian floral assemblage in the Scheldt Valley at Liefkenshoek near Antwerp (Belgium), Review of Palaeobotany and Palynology, 97, pp. 97-107, 1997.
- VANDENBERGHE N. & LAGA P. & LOUWYE S. & VANHOORNE R. & MARQUET R.; DE MEUTER F. & WOUTERS K. & HAGEMANN H.W., Stratigraphic interprétation of the Neogene marine - continental record in the Maaseik well (49W0220) in the Roer Valley Graben, NE Belgium, in Memoirs of the Geological Survey of Belgium, 52. Geological Survey of Belgium, Brussel, 42 p., 2005.